# رافاييل أوروزكو
رافاييل أوروزكو (بالإسبانية: Rafael Orozco)‏ (8 مايو 1922 في المكسيك - 19 فبراير 2015 بغوادالاخارا في المكسيك) هو لاعب كرة قدم مكسيكي في مركز الدفاع. لعب مع نادي غوادالاخارا.